# Lingua tuvaluana
La lingua tuvaluana  è una lingua polinesiana parlata a Tuvalu.

## Distribuzione geografica
Secondo l'edizione 2009 di Ethnologue, nel 1998 si contavano 10.700 locutori di tuvaluano a Tuvalu. La lingua è attestata anche nelle Figi, nelle Kiribati, a Nauru e in Nuova Zelanda. Complessivamente, si stimano 13.080 locutori.

### Dialetti e lingue derivate
Il tuvaluano è diviso in due dialetti principali: tuvaluano del nord (quello parlato a Nanumea) e del sud. Il dialetto del sud è il più comunemente usato. Secondo Malcolm Ross il tuvaluano di Nanumea e il tuvaluano sono due lingue distinte.

### Lingua ufficiale
Il tuvaluano è lingua ufficiale di Tuvalu.

## Classificazione
Il tuvaluano è una lingua della famiglia austronesiana, appartenente alla classe polinesiana del gruppo delle Ellice parlata nello stato di Tuvalu.
Secondo l'edizione 2009 di Ethnologue, la classificazione completa è la seguente:
- Lingue austronesiane
  - Lingue maleo-polinesiache
    - Lingue maleo-polinesiache centro-orientali
      - Lingue maleo-polinesiache orientali
        - Lingue oceaniche
          - Lingue oceaniche remote
            - Lingue oceaniche centrali ed orientali
              - Lingue del Pacifico centrale
                - Lingue figiane orientali-polinesiane
                  - Lingue polinesiane
                    - Lingue polinesiane nucleari
                      - Lingue samoiche
                        - Lingue elliseane
                          - Lingua tuvaluana

## Fonologia
Il sistema vocalico tuvaluano, similarmente alle altre lingue polinesiane, è composto da cinque vocali brevi a, e, i, o, u e da cinque vocali lunghe, scritte con un macron, ā, ē, ī, ō, ū. Il sistema consonantico è formato da 10 o 11 consonanti (p, t, k, m, n, ng, f, v, s, h, l) a seconda del dialetto e non esistono consonanti finali o due consonanti di seguito, creando sempre sillabe del tipo V, VV, o CV.

## Grammatica
Ci sono quattro possibili articoli in Tuvaluano: definito singolare te, indefinito singolare se, definito plurale in forma zero e indefinito plurale ne o ni (a seconda del dialetto). Il verbo può essere o all'inizio della frase o in mezzo alla frase e l'ordine di soggetto, oggetto diretto e oggetto indiretto è piuttosto libero. L'aggettivo segue generalmente il sostantivo e il possessore viene seguito da ciò che è posseduto.

## Vocabolario
Ha diverse parole in comune con altre lingue polinesiane, come ad esempio te Atua, che vuol dire Dio sia in tuvaluano che in māori.

## Sistema di scrittura
Per la scrittura viene usato l'alfabeto latino.